# Абіогенез

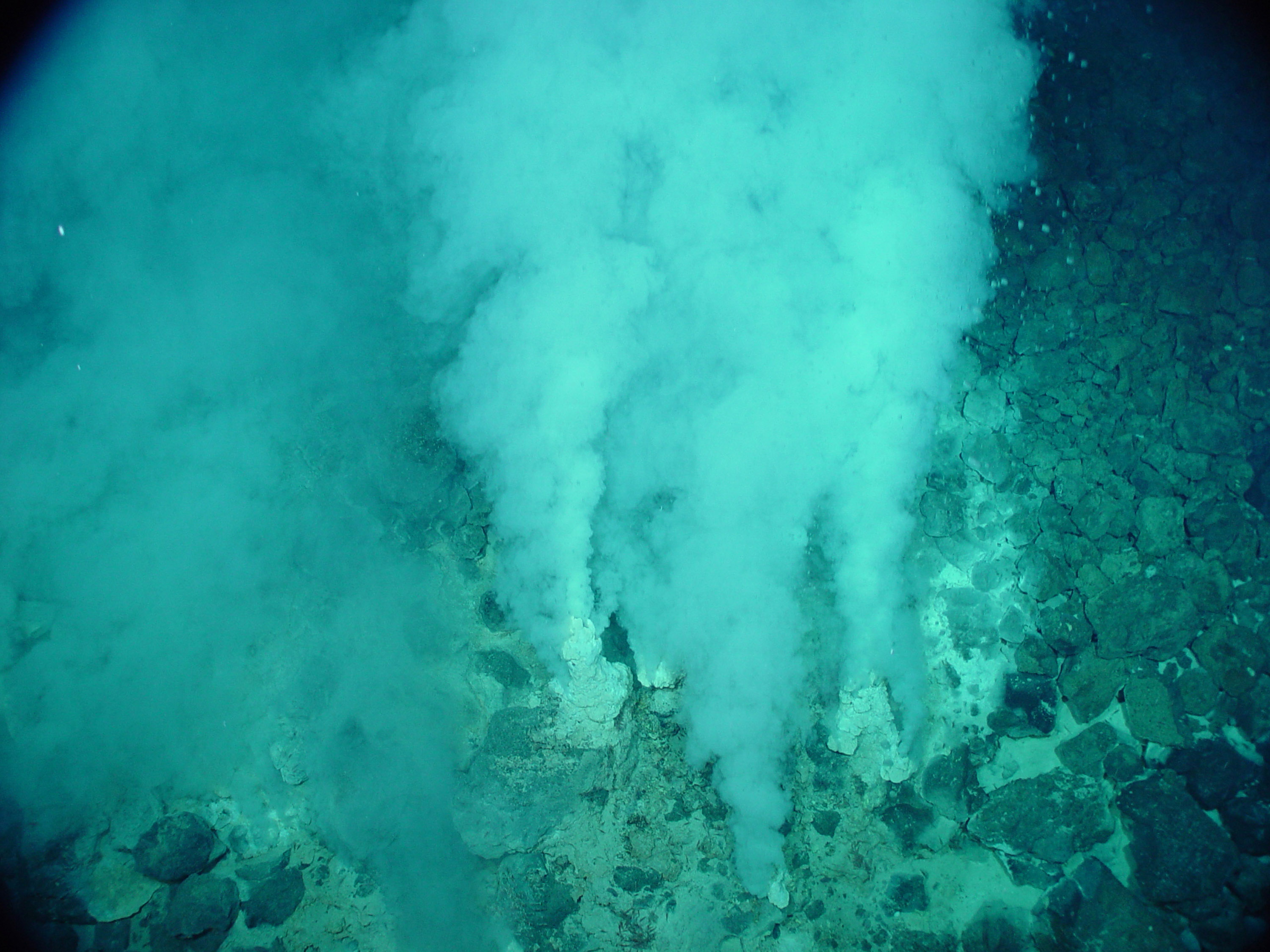
Найпершими відомими формами життя на Землі є скам'янілі мікроорганізми, які були знайдені в осаді гідротермальних джерел. Вони жили 4,28 млрд років тому, відносно незабаром після того, як сформувалася Земля (4,54 млрд років тому) та утворилися перші океани (4,41 млрд років тому). На фото одне з таких гідротермальних джерел (білий курець) викидає у воду океану вуглекислий газ.

Абіогене́з (дав.-гр. Αβιογένεση; а — від'ємна частина + біос — життя + генезис — народження, походження) або виникнення життя — природний процес перетворення неживої матерії в живу. У наш геологічний час абіогенез неможливий через відсутність фізико-хімічних його передумов та неминучого знищення виникаючих форм сучасними живими організмами.
Іншими словами, абіогенез — це утворення органічних сполук, характерних для живої природи, поза організмами і без участі ферментів, у результаті хімічних реакцій між неорганічними речовинами (у звичайних умовах або екстремальних ситуаціях, наприклад, у жерлах вулканів тощо). В ході такої взаємодії можуть виникати складні органічні сполуки, часом дуже токсичні (див. Біогенез).
Хоча деталі цього процесу зараз невідомі, основною науковою гіпотезою є те, що перехід від неживого до живого був не єдиною подією, а поступовим процесом наростаючої складності, що передбачав молекулярне самовідтворення, самозбірку, автокаталіз і виникнення клітинних мембран. Абіогенез є непідтвердженою теорією у сучасній науці, оскільки наразі не доведений в лабораторних умовах.
Дослідники вивчають абіогенез через поєднання молекулярної біології, палеонтології, астробіології, океанографії, біофізики, геохімії та біохімії, а також прагнуть визначити, яким чином хімічні реакції в період до виникнення життя зумовили його появу. Вивчення абіогенезу може бути геофізичним, хімічним або біологічним, а також у поєднанні всіх трьох підходів, оскільки життя виникло в умовах, які разюче відрізнялися від сьогоднішніх на Землі. Життя функціонує завдяки спеціалізованій хімії вуглецю та води і багато в чому будується на чотирьох ключових сімействах хімічних речовин: ліпідах, вуглеводах, амінокислотах і нуклеїнових кислотах. Будь-яка успішна теорія абіогенезу повинна пояснити походження та взаємодії цих класів молекул. Існує багато підходів у вивченні абіогенезу, коли досліджують, як утворилися молекули, що самовідтворюються або їх компоненти. Дослідники загалом вважають, що нинішнє життя на Землі виникло зі світу РНК, хоча життя на основі РНК, можливо, не було першим життям, яке існувало на нашій планеті.
Класичний експеримент Міллера— Юрі 1952 року та подібні дослідження продемонстрували, що більшість амінокислот, хімічні складові білків, що використовуються у всіх живих організмах, можуть бути синтезовані з неорганічних сполук за умов, які схожі на ті, що існували на молодій Землі. Вчені запропонували різні зовнішні джерела енергії, які могли викликати ці реакції, включаючи блискавку і випромінювання. Інші підходи («спочатку метаболізм» гіпотези) зосереджені на розумінні того, як каталіз в хімічних системах на молодій Землі міг би надати прекурсори, необхідні для самостійної реплікації. Органічні молекули зустрічаються в Сонячній системі і в міжзоряному просторі, і ці молекули, можливо, є вихідним матеріалом для розвитку життя на Землі.

## Ранні геофізичні умови на Землі
Вважають, що Земля Гадейського періоду мала вторинну атмосферу, утворену завдяки процесу виділення газів із гірських порід, що накопичилися від планетизмальних уламків, що зіштовхувалися. Спочатку вважали, що Земна атмосфера складалася із сполук водню: метану, аміаку і водяної пари — і що перше життя почалося серед цих умов із проходженням окисно-відновних реакцій, які є сприятливими для утворення органічних молекул. Відповідно до більш пізніх моделей, по вивченню давніх мінералів, атмосфера пізнього Гадейського періоду складалася переважно із водяної пари, азоту і діоксиду вуглецю, із невеликою кількістю сполук монооксиду вуглецю, водня, і сірки. Під час періоду формування, Земля втратила значну частину своєї початкової маси, і ядра важчих елементів гірських порід залишилися у протопланетному диску. Як наслідок, гравітації Землі було недостатньо аби втримати молекулярний водень у атмосфері, і вона його швидко втратила під час Гадейського періоду, разом із значним обсягом початкових інертних газів. Розчин діоксиду вуглецю у воді, як вважають, був причиною того, що моря були злегка окисненими, так що їх рівень pH був близьким до 5,5. Атмосферу того часу можна було характеризувати як «гігантську, продуктивну вуличну хімічну лабораторію.» Вона могла бути подібною до суміші газів, які випускають із себе сучасні вулкани, яка досі містить деякі абіотичні хімічні речовини.
Океани могли з'явитися вперше у Гадейському еоні, за сотню мільйонів років (200 млн. р.) після утворення Землі, у гарячому 100 °C відновлюючому середовищі, і з рівнем pH близьким до 5,8, що зріс швидко до нейтрального.
Цю теорію підтверджує аналіз кристалів циркону віком в 4,404 млрд років із видозміненого кварциту з гір Наррієр що в західній Австралії у Джек-Хіллз в регіоні Пілбара, які є доказом того, що океани й континентальна кора існували приблизно в 150 млн р. від формування Землі.
Не зважаючи на зростаючу вулканічну активність і існування великої кількості менших за розміром тектонічних плит, запропоновано теорію, що в період між 4,4 і 4,3 млрд років тому, Земля вже була водяним світом, із невеликою кількістю, якщо така існувала, континентальної кори, і екстремально турбулентною атмосферою та гідросферою, які піддавалися інтенсивній дії ультрафіолетового світла, від Сонця, що перебувало у стадії T Тельця, космічного випромінення і безперервного падіння болідів.
Навколишнє середовище Гадейського періоду ймовірно було б дуже ворожим для сучасного життя. Часте зіткнення із великим об'єктами, розмір яких сягав 500 км в діаметрі, були достатніми аби стерилізувати планету і повністю випарувати океан на декілька місяців після удару, так що гаряча пара перемішувалася із парою гірських порід здіймалася у висотні хмари, які могли повністю покрити планету. Після декількох місяців, висота цих хмар могла починати зменшуватися, але основна частина хмар могла б залишатися і летючому стані на наступну тисячу років. Після чого сягнувши малої висоти вона б починала випадати дощем. В період наступних двох тисяч років, дощ поступово б зменшив висоту хмар, при чому океани б повернули свою початкову глибину лише через 3000 років після такої колізії.

## Абіогенний етап еволюції життя
Матеріальною основою життя є органічні сполуки, і одне з ключових питань виникнення життя зводиться до можливості утворення з простих неорганічних сполук все більш складних органічних аж до полімерних гігантських молекул.
В даний час радіоспектроскопічними методами надійно доведено наявність в космічному просторі (в газопилових хмарах, кометах і метеоритах) досить складних органічних сполук (формальдегід Н2СО, мурашина кислота НСООН, ціаноацетилен НС3N, формамід HCONH2). Тому можна вважати, що вже в процесі формування Землі вона могла містити в своєму складі і органічні сполуки. Деякі вчені відводять таким сполукам космічного походження вирішальну роль у походженні життя. Однак умови, що існували на ранніх етапах еволюції Землі (висока щільність випромінювання, руйнуючого молекули, підвищені температури), повинні були приводити до розпаду органічних молекул, а не сприяти залученню їх до реакції утворення більш складних органічних структур. Тому більшість сучасних теорій включає як необхідний перший етап процеси утворення органічних сполук з неорганічних компонентів атмосфери, що протікають в атмосфері Землі або на її поверхні. Цей хімічний (абіогенний) етап виникнення складних органічних сполук передував біологічному, який розпочався після виникнення клітин.
Хімічний етап прийнято розділяти на два. Спочатку з компонентів первинної атмосфери в результаті фізико-хімічних процесів накопичувалися найпростіші органічні молекули (формальдегід, формамід). Коли на Землі з'явилася досить велика кількість таких молекул і утворилися локальні області з їх підвищеною концентрацією (у водоймах, на поверхні твердих частинок, льоду), виникли умови, в яких за рахунок хімічних реакцій стало можливим утворення більш складних хімічних структур, у тому числі полімерних : полісахаридів, поліпептидів, ліпідів, порфіринів, допфірів.

## Найбільш ранні біологічні докази існування життя
Найчастіше загальноприйнятим місцем знаходження кореня у дереві життя є між монофілетичним доменом Бактерії і кладою утвореною Археєю і Еукаріотою, і це дерево називають «традиційним деревом життя», що базується на ряді молекулярних досліджень починаючи із C. Woese. Дуже невелика кількість інших досліджень мають інші висновки, зокрема що корінь знаходиться у домені бактерії, або у філумі Firmicutes або, що філум Chloroflexi є базовим по відношенню до клади археї+еукаріоти і для решти бактерій, як це запропонував Томас Кавальєр-Сміт. Більш недавно Петер Вард висловив альтернативний погляд, який оснований на абіотичному синтезі РНК, яка перебуває замкнута у капсулі, а потім створює реплікації РНК рибозим. Запропоновано припущення, що потім це перебуває у біфуркації між Dominion Ribosa (гіпотеза світу РНК) і Dominion Terroa, які після утворення великої клітини у ліпідній оболонці, утворюють ДНК із 20 амінокислот і триплетних кодів, який установлений як такий, що є останнім універсальним спільним предком або LUCA, первісного дерева філогенезу.

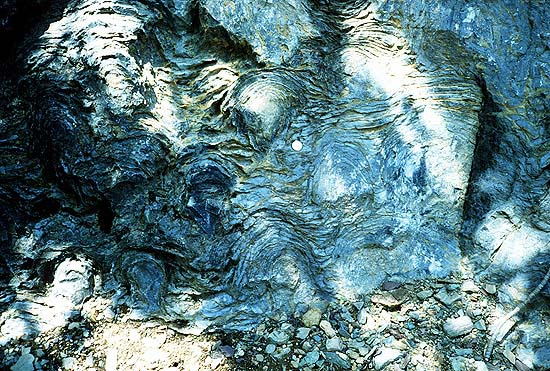
Докембрійські строматоліти формації Сієх, Національний парк Глейшер, США. В 2002, в статті наукового журналу Nature опублікували припущення, що ці геологічні утворення віком в 3,5 Ga (мільярдів років) містять скам'янілі рештки мікроорганізмів ціанобактерій. Припускають, що це є свідченням про одну із найдавніших форм життя на Землі.

Найраніші форми життя існували на Землі більш ніж 3,5 мільярдів років тому, в еоархейську еру, тоді як достатня кількість земної кори затверділа після розплавленого стану у Гадейському періоді. Найдавніші фізичні докази тому, які було знайдено досить недавно, складаються із мікроскопічних скам'янілих залишків у Поясі Нювувагіттук Грінстоун в північному Квебеку, у складі гірської породи «смугастого заліза», що має вік щонайменше 3,77 мільярди років, або навіть можливо 4,28 мільярди років. Ці знахідки дозволили припустити, що утворення життя відбулося майже миттєво після утворення океанів. Як було відмічено, структура мікробів є дуже подібною до сучасних бактерій, які знаходяться біля гідротермальних джерел, що приводять на підтримку гіпотези, що абіогенез почався біля термальних джерел.
Також варто відмітити біогенний графіт, знайдений у метадосадових породах віком в 3,7 мільярди років, що знаходяться на південному заході від Ґренландії,
і скам'янілі ціанобактеріальні мати, знайдені у пісковику віком в 3,48 мільярди років у Західній Австралії.
Свідчення про раннє життя у породі з острова Акілія, що біля пояса Ісуа Грінстоун в південно-західній Ґренландії, як показав аналіз ізотопів біогенного вуглецю, має вік у 3,7 мільярдів років.
В інших частинах пояса Ісуа, графітові включення, що потрапили в кристали граната зв'язані із елементами типовими для життя: киснем, азотом, і ймовірно фосфором у формі фосфату, що є ще одним доказом існування життя 3,7 мільярди років тому.
У басейні Стреллі, в регіоні Пілбара Західної Австралії, переконливі свідчення раннього життя були знайдені у піритовому пісковику у скам'янілих породах узбережжя, в якому присутні округлі трубчасті клітини, які окиснювали сульфур за допомогою фотосинтезу за відсутності кисню.
Подальші дослідження цирконів із Західної Австралії в 2015 призвели до висновку, що життя на Землі існувало що найменш 4,1 мільярди років тому.

## Походження біологічного метаболізму
Фізик Джеремі Інгленд із Массачусетського технологічного інституту запропонував гіпотезу, згідно з якою виникнення життя було неуникним з огляду на засади термодинаміки: «… коли група атомів перебуває під впливом зовнішнього джерела енергії (такого як сонце чи хімічне паливо) та оточена тепловою ванною (такою як океан чи атмосфера), вона часто поступово змінюватиме свою структуру для того, аби розсіювати щораз більше енергії. Це може означати, що за певних умов матерія невблаганно набуватиме ключових фізичних атрибутів, пов'язаних із життям.»
Наприкінці 1980-х років Джордж Уезерілл розробив одну з перших програм для чисельного моделювання процесу укрупнення планетезималь.

## Див також
- Космогонія
- Формування та еволюція Сонячної системи
- Планетологія
- Планетозималь
- Походження Місяця
- Пізнє важке бомбардування
- Біогенез
- Гіпотеза світу РНК
- Найперші відомі форми життя